# Hozier
Andrew Hozier-Byrne, conosciuto come Hozier (Bray, 17 marzo 1990), è un cantautore e musicista irlandese noto a livello globale grazie alla hit mondiale Take Me to Church, nel corso della sua carriera ha pubblicato tre album in studio.

## Biografia

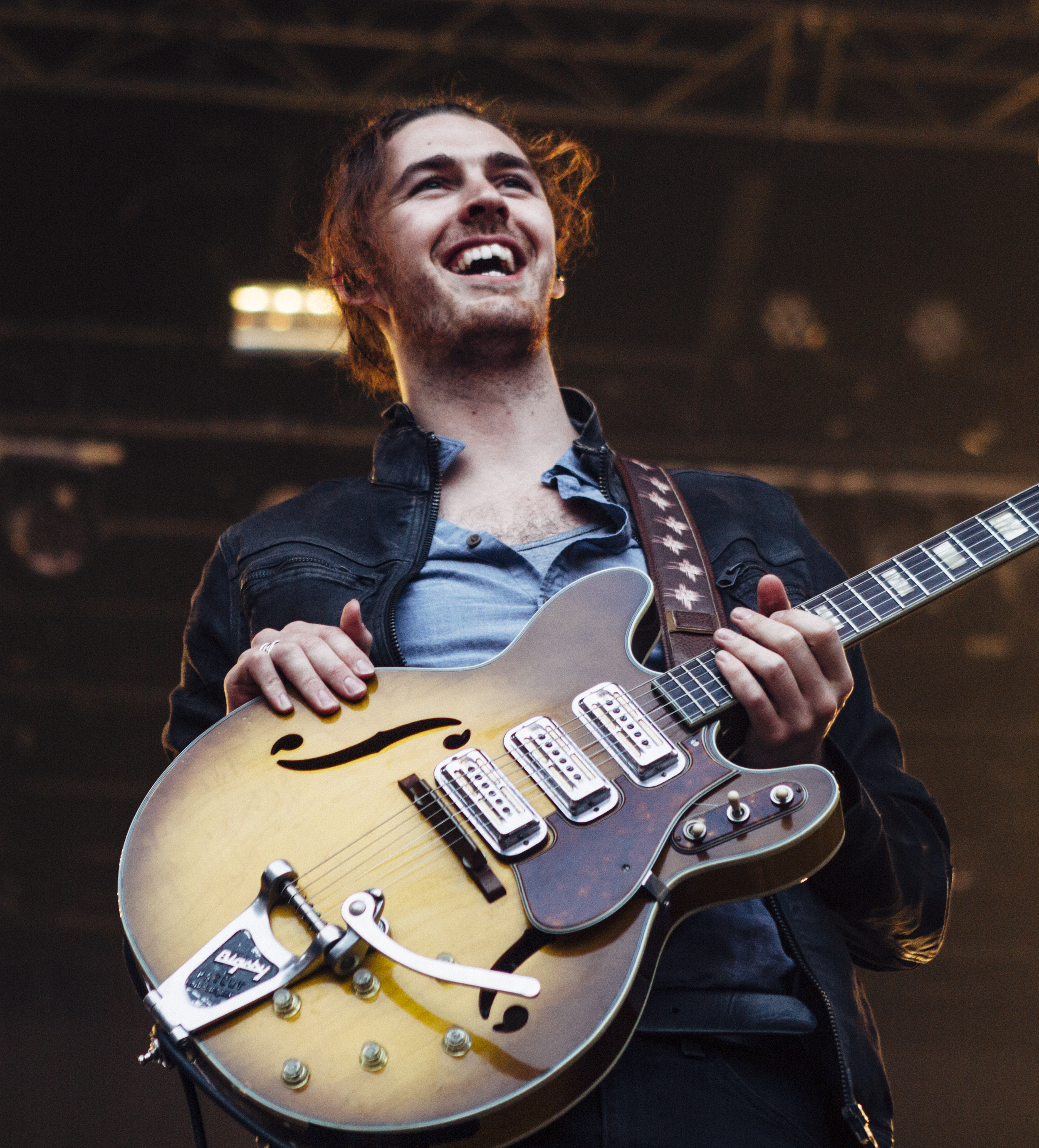
Hozier al Bumbershoot nel 2015

Nato a Bray, nella contea di Wicklow, è figlio di John Byrne, un musicista, e Raine Hozier-Byrne, un'artista. Dopo aver frequentato la St. Gerards School, diplomandosi nel 2009, inizia a studiare musica presso il noto Trinity College di Dublino, che ha abbandonato a metà del suo primo anno al fine di registrare demo per la Universal Music. Durante il Trinity College ha frequentato la Trinity Orchestra; dal 2008 al 2012 è stato membro degli Anúna, e ha partecipato come solista al loro album del 2012 Illumination, cantando La Chanson de Mardi Gras. Con il gruppo ha intrapreso un tour a livello internazionale esibendosi in Norvegia e nei Paesi Bassi.

### 2013–2016:Take Me to Churche il successo
Nel 2013, Hozier pubblica l'EP Take Me to Church accompagnato dall'omonimo singolo il cui video diventa in breve tempo virale. Quest'ultimo affronta il tema dell'omofobia come atto di denuncia verso le discriminazioni omofobe in Russia, raccontando la storia d'amore di due ragazzi omosessuali che viene ostracizzata da un gruppo di cristiani estremisti. Nel 2014 pubblica l'EP From Eden, orientato verso le sonorità gospel, e si esibisce in vari festival musicali internazionali.
Il 19 settembre 2014 pubblica il suo eponimo album in studio di debutto Hozier, un disco che unisce atmosfere d'antan ad aperture più moderne. Il singolo Take Me to Church ha ottenuto una candidatura agli MTV Europe Music Awards 2014 nella categoria di miglior canzone con messaggio sociale e una candidatura alla 57ª edizione dei Grammy Awards nella categoria di canzone dell'anno.
Sempre nell'ambito dei Grammy Awards, si esibisce alla cerimonia di premiazione con Annie Lennox in un medley di Take Me to Church e I Put a Spell on You.
L'11 maggio 2015 viene pubblicato il singolo Someone New, mentre sei giorni più tardi l'artista si esibisce ai Billboard Music Awards. Durante tale manifestazione si aggiudica anche due premi: uno per se stesso nella categoria miglior artista rock e uno per il singolo Take Me to Church nella sezione miglior canzone rock. 
Nell'agosto dello stesso anno vince anche il Teen Choice Awards ancora una volta con Take Me to Church nella categoria di miglior brano rock, così come a novembre trionfa ai VH1 Music Awards e successivamente a dicembre ai BBC Music Awards.
Nel 2016 è ospite della terza serata del Festival di Sanremo, per cui esegue il singolo Take Me to Church. Il 14 febbraio di quell'anno, a San Valentino, pubblica il video del brano Cherry Wine, in cui compare la pluripremiata attrice connazionale Saoirse Ronan. La canzone e il video promuovono entrambi la sensibilizzazione rispetto al tema della violenza domestica e il denaro ricavato dalle vendite del singolo su iTunes viene utilizzato come beneficenza per le associazioni che aiutano le vittime di violenze in tutto il mondo.
Nel giugno del 2016 incide il brano Better Love, impiegato come colonna sonora del film campione d'incassi distribuito nello stesso anno The Legend of Tarzan.

### 2018–2021:Wasteland, Baby!
Dopo due anni di parziale assenza dalle scene musicali, il 6 settembre 2018 Hozier pubblica un nuovo EP di quattro tracce intitolato Nina Cried Power. Gli inediti vengono tutti inclusi nella lista tracce del secondo album in studio del musicista, Wasteland, Baby!, pubblicato il 1º marzo 2019. Il disco debutta al vertice delle classifiche di Irlanda e Stati Uniti, oltre che piazzarsi entro le prime dieci posizioni delle graduatorie di Australia, Canada, Nuova Zelanda e Regno Unito. Per promuovere il progetto, Hozier intraprende un tour mondiale con date in Nord America, Oceania ed Europa a partire dallo stesso mese di marzo.
L'album è stato preceduto dalla pubblicazione del singolo apri-pista Movement, il cui video viene interpretato dal ballerino Sergei Polunin, che già aveva recitato in Take Me to Church. Ad esso hanno fatto seguito i singoli Almost (Sweet Music) e Dinner and Diatribes.
Il 29 ottobre 2021, dopo un ulteriore periodo di silenzio, collabora con il gruppo italiano Meduza per il singolo Tell It to My Heart, esibendosi inoltre con il brano durante il Festival di Sanremo 2022, in collegamento da Dublino.

### 2022-presente:Unreal Unearth,Unheard
A quattro anni di distanza dal suo progetto precedente, nell’ottobre 2022, il cantante pubblica il singolo Swan Upon Leda ispirato al mito greco di Leda, dove affronta i temi della misoginia e dei diritti delle donne. Più avanti nel 2022, Hozier ha collaborato con Bear McCreary eseguendo il brano Blood Upon the Snow, pensato per il videogioco God of War Ragnarök. Il 17 marzo 2023, giorno del suo compleanno, pubblica tre singoli: Eat Your Young, All Things End e Through Me (The Flood), che verranno poi inclusi nel suo terzo album in studio Unreal Unearth, pubblicato il 18 agosto 2023 e deliberatamente ispirato alla Divina Commedia. Nel 2024 pubblica il singolo Too Sweet, che si rivela un forte successo commerciale a livello internazionale, portando per la prima volta l'artista in vetta alla classifica dei singoli britannica e statunitense. Segue la pubblicazione dell'EP Unheard, lavoro costituito da brani incisi per il precedente album ma esclusi dal progetto finale.

## Vita privata
Pur essendo nato da famiglia quacchera, si considera agnostico. 

## Discografia
- 2014 – Hozier
- 2019 – Wasteland, Baby!
- 2023 – Unreal Unearth